# (4341) Poseidon
(4341) Poseidon (1987 KF) – planetoida z grupy Apolla okrążająca Słońce w ciągu 2,49 lat w średniej odległości 1,84 j.a. Została odkryta 29 maja 1987 roku w Palomar Observatory przez Carolyn Shoemaker. Nazwa planetoidy pochodzi od Posejdona, boga mórz i żeglarzy w mitologii greckiej.